# 만국기

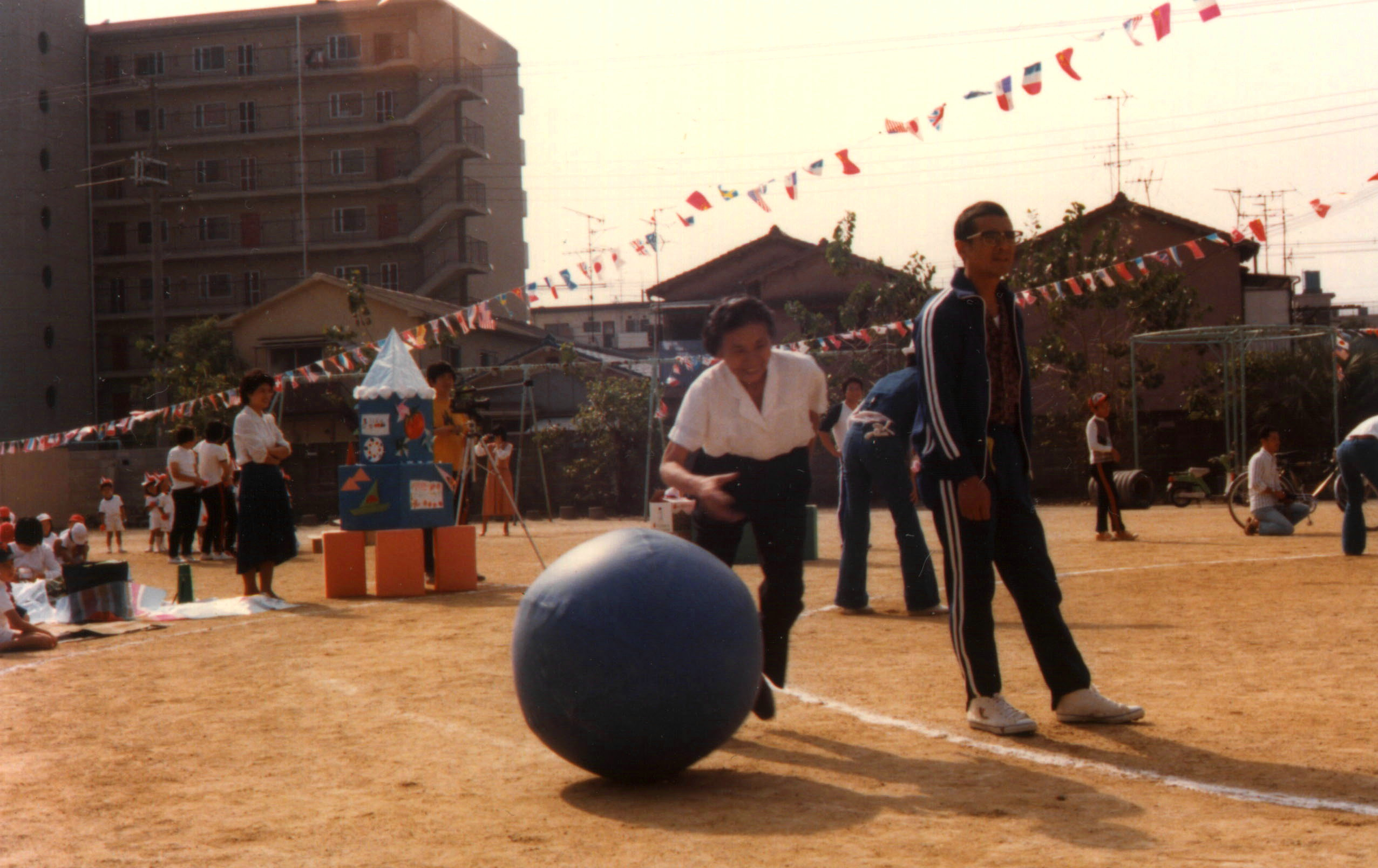
만국기가 내걸려 있는 운동회 모습

만국기(萬國旗)란 여러 나라의 국기를 줄에 매달아 장식하는 데 쓰이는 기장식의 일종이다.

## 개요
초등학교 운동회, 상가의 신장개업, 박람회나 축제등의 행사기간등 여러 경축사에 쓰인다. 만국기의 유래는 서양의 만국박람회(또는 국제박람회)회장에 장식된 기장식을 대한민국으로 들어온 것으로 추정된다.
명칭은 만국기이나, 실제로 200개가 넘는 모든 국가를 망라하고 있는 것은 아니며, 주로 한국과 관계가 깊은 주요 국가나 각 대륙별로 대표성을 갖는 주요 국가등 몇몇 국가의 기만 포함한다. 또한 시대별로 만국기에 등장하는 국가에 차이도 있는데, 공산국가와 수교를 맺기 전에는 한국 전쟁에 참가한 유엔의 기 및 한국전쟁 참전국의 국기 및 중화민국의 국기가 포함되어 반공의 기치를 분명히 하였고, 소비에트 연방의 붕괴 및 중화인민공화국과의 수교이후에는 러시아와 중화인민공화국의 기가 등장하고 중화민국의 기는 사라지는등, 시대 및 정치적 조류를 반영하고 있다.

## 같이 보기
- 국기 목록